# Belisario Domínguez
Belisario Domínguez (Comitán, 25 aprile 1863 – Città del Messico, 7 ottobre 1913) è stato un politico messicano.
Fu senatore per lo stato del Chiapas e durante la rivoluzione messicana inviò una lettera aperta al Congresso dell'Unione contro il dittatore Victoriano Huerta, a causa della quale fu assassinato.

## Biografia
Domínguez era figlio di Cleofas Domínguez e di María del Pilar Palencia. Il nonno, Don Quirino Domínguez y Ulloa, era stato vicegovernatore del Chiapas.
Frequentò il collegio a San Cristóbal de las Casas, nel Chiapas.
Nel 1879 andò a Parigi a studiare medicine e visse nella capitale francese per dieci anni. Nel 1889 tornò in Messico e nel 1890 sposò Delina Zebadúa, dalla quale ebbe quattro figli e che morì giovane.
Nel 1909 fu eletto sindaco di Comitán. Nel 1912 Leopoldo Gout e lui si candidarono per un seggio al Senato e quando Gout morì, Domínguez lo sostituì. Nel 1913 egli inviò al Senato una lettera aperta contro il dittatore Victoriano Huerta. Questo gli costò la vita: fu assassinato a Città del Messico da Gilberto Márquez, Alberto Quiroz, José Hernández Ramírez, Gabriel Huerta e il dottor Aureliano Urrutia, che gli tagliò la lingua.

## Memoria
In nome di Belisario Domínguez fu istituita nel 1953 l'omonima Medaglia d'Onore, assegnata ogni anno dal Senato messicano a un messicano che si sia distinto con opere che fanno onore al Paese e contribuiscono al benessere dell'umanità. Inoltre la diga sul fiume Grijalva è stata intitolata a lui. La sua città natale, Comitán, è stata rinominata nel 1915 Comitán de Domínguez in suo onore.